# Paul Krien
Emmo Gustav Hermann Paul Krien (* 30. April 1873 in Sagan, Schlesien; † Februar 1935 in Drewitz) war ein deutscher Kameramann, Spezialgebiet Natur- und Wildaufnahmen.

## Leben und Wirken
Der gebürtige Niederschlesier, Sohn eines Polizeibeamten, durchlief eine Fotografieschule und erlernte das praktische Handwerk vier Jahre lang beim Hoffotografen Paul Fundner in Berlins Potsdamer Straße 111. Anschließend arbeitete er als Fotograf für mehrere Firmen in der deutschen Provinz, ehe er am 15. Oktober 1901 zur Kinematographie, die damals noch in den Kinderschuhen steckte, stieß. Bis 1903 arbeitete Krien als Laborant für die Deutsche Mutoscop- und Biograph-Gesellschaft, anschließend in selbiger Funktion bis 1908 bei Oskar Messter. Von 1908 bis 1910 wirkte er als Betriebsleiter und Kameraoperateur für die Firma von Alfred Duskes. Nach 1911 arbeitete Krien freischaffend. Am 1. Januar 1916 gründete er mit Hilma Hesse die Deutsche Natur-Film Gesellschaft Krien & Co. OHG. Als Paul Krien eingezogen wurde, übernahm der Prokurist Friedrich Müller die Firma, die er in die Natur-Film Friedrich Müller umwandelte.
Wieder zurück im Zivilleben, ging Paul Krien 1918 als Betriebsleiter zur Neutral-Film, anschließend bis 1921 zur Deulig-Film AG. 1921 wurde er von der UFA-Kulturabteilung Ernst Kriegers als Aufnahmeoperateur (Kameramann) eingestellt. Krien fotografierte die kommenden anderthalb Jahrzehnte bis zu seinem Tod 1935 eine Fülle von zumeist kurzen Natur- und Dokumentarfilmen der UFA und machte sich bald einen Namen als Spezialist für Tier- und Wildaufnahmen.
Sein Sohn war der Spielfilmkameramann und Farbfilmspezialist Werner Krien.

## Filmografie
- 1924: Horrido
- 1924: Wein, Weib, Gesang
- 1925: Der Wilderer
- 1927: Natur und Liebe
- 1927: Von Nizza nach Korsika
- 1927: Vom Fels zum Meer
- 1928: Mungo, der Schlangentöter
- 1928: Wildstörche
- 1929: Gläserne Wundertiere
- 1929: Ehe im Tierreich
- 1929: Seltsames Meeresvolk
- 1930: Ganz wie bei uns
- 1930: Beschwingte Ehen
- 1931: Die Vermehrung bei den Pflanzen
- 1931: Wunderwelt des Teiches
- 1932: Natur als Schützerin im Kampf ums Dasein
- 1932: Tieridylle in der Großstadt
- 1933: Grüne Vagabunden
- 1933: Affenstreiche
- 1935: Der Ameisenstaat